# Taipei 101
Taipei 101 (Taipei Financial Center) är en skyskrapa i Taipei. Byggnaden invigdes den 31 december 2004 och är 449,2 meter hög utan mast, 509,2 meter med mast, vilket gjorde den till världens högsta skyskrapa fram till dess att Burj Khalifa invigdes i Dubai 2010. Den består av ett shoppingcenter samt kontorslokaler på 198 000 kvadratmeter. Skyskrapan har även världens snabbaste personhissar, tillverkade av Toshiba Elevator and Building Systems, med en hastighet på 1 014 meter i minuten eller 17 m/s (61 km/h). Formspråket anknyter till traditionell kinesisk arkitektur och påminner om den klassiska kinesiska pagodens struktur.

## Historia

### Utveckling
År 1997 ledde utvecklaren Harace Lin, Taipei Financial Center Corporation, ett team bestående av flera taiwanesiska banker och försäkringsbolag, till att vinna rätten att hyra platsen i 70 år och utveckla en byggnad. De la det vinnande budet på NT$20 688 890 000 för avtalet Build Operate Transfer med stadsregeringen. Egendomen kommer att återgå till staden år 2067.
Taipei Financial Center Corporation (TFCC) meddelade den 2 november 2009 sina planer att göra Taipei 101 till "världens högsta gröna byggnad" senast sommaren 2011, mätt enligt LEED-standarder. Strukturen är redan utformad för att vara energieffektiv, med isolerglasfönster som blockerar extern värme med 50 procent och återvunnet vatten som möter 20–30 procent av byggnadens behov. LEED-certifiering skulle innebära inspektioner och uppgraderingar av elledningar, vatten och belysningsutrustning till en kostnad av NT$60 miljoner (US$1,8 miljoner). Uppskattningar visar att besparingarna som uppstår på grund av modifieringarna skulle betala för kostnaden för dem inom tre år. Projektet genomfördes under ledning av ett internationellt team bestående av Siemens Building Technologies, arkitekten och inredningsdesignern Steven Leach Group och LEED-rådgivningsföretaget EcoTech International. Företaget ansökte om en platina-certifiering med LEED i början av 2011. Den 28 juli 2011 erhöll Taipei 101 LEED platina-certifiering under "Existing Buildings: Operations and Maintenance". Den ersatte Bank of America Tower i Manhattan som världens högsta och mest använda gröna byggnad, samt Environmental Protection Agency-byggnaden i Florida som världens största gröna byggnad. Trots att projektet kostade NT$60 miljoner (US$2,08 miljoner) förväntas det spara 14,4 miljoner kilowattimmar elektricitet, eller en energibesparing på 18 procent, vilket motsvarar NT$36 miljoner (US$1,2 miljoner) i energikostnader varje år. År 2012 förväntas köpcentret vid basen bli ombyggt. År 2019 namngavs det bland de 50 mest inflytelserika skyskraporna i världen av Council on Tall Buildings and Urban Habitat.
Den 4 januari 2020 hade byggnaden ett kondoleansmeddelande i ljus för offren för en helikopterkrasch, vilket inkluderade flera högre regeringsfunktionärer. Den 8 februari 2020 sa pressen att några passagerare på Diamond Princess-kryssningsfartyget, i karantän på grund av ett utbrott av COVID-19, hade besökt Taipei 101 den 31 januari, vid vilken tidpunkt ingen uppvisade symtom. Den 1 april 2020 meddelade Taipei 101 shoppingcenter att det minskade sina öppettider på grund av coronaviruspandemin och blev "nationens första att minska verksamheten på grund av pandemin". Det hade börjat kontrollera köparens temperatur i februari. Den 21 maj meddelade byggnaden att den skulle återgå till normala öppettider i juni, eftersom landet effektivt hade begränsat spridningen av COVID-19.

### Konstruktion
Planeringen för Taipei 101 påbörjades i juli 1997 under Chen Shui-bians mandatperiod som borgmästare i Taipei. Samtalen mellan handlare och stadens tjänstemän kretsade initialt kring ett förslag om en 66-våningars torn för att fungera som en ankare för ny utveckling i Taipeis 101-affärsdistrikt. Planerarna övervägde att höja den nya strukturen till en mer ambitiös höjd endast efter att en expatriat föreslagit det, tillsammans med många av de andra funktionerna som användes i byggnadens design. Det var inte förrän sommaren 2001 som staden beviljade en licens för konstruktionen av ett 101-våningar högt torn på platsen. Under tiden fortsatte konstruktionen, och den första tornkolonnen restes sommaren 2000.
En stor jordbävning inträffade i Taiwan den 31 mars 2002 och förstörde en byggkran på taket, som var på våning 56. Kranen föll ner på Xinyi Road under tornet och krossade flera fordon och orsakade fem dödsfall - två kranoperatörer och tre arbetare som inte var ordentligt säkrade. En inspektion visade dock ingen strukturell skada på byggnaden, och konstruktionsarbetet kunde återupptas inom en vecka.
Taipei 101:s tak blev färdigt tre år senare den 1 juli 2003. Ma Ying-jeou, under hans första mandatperiod som borgmästare i Taipei, fäste en gul bult för att symbolisera prestationen. Tornet invigdes formellt på nyårsafton 2004. President Chen Shui-bian, Taipei-borgmästare Ma Ying-jeou och talman i lagstiftande församlingen Wang Jin-pyng klippte bandet. Konserter utomhus hade ett antal populära artister, inklusive sångarna A-Mei och Stefanie Sun. Besökare åkte hissarna till observatoriet för första gången. Några timmar senare heralded det första fyrverkeriet vid Taipei 101 ankomsten av ett nytt år.

## Användningsområden

### Evenemang och kändisframträdanden

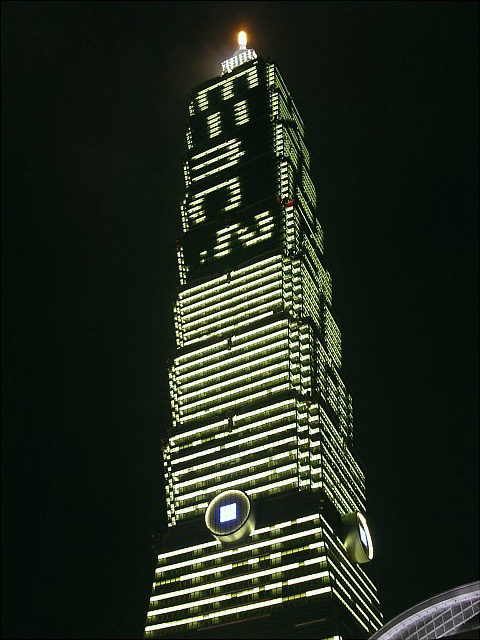
E=mc^{2}-belysning den 19 april 2005

Taipei 101 är platsen för många speciella händelser. Konstutställningar, som nämnts ovan, äger regelbundet rum i observatoriet. Några anmärkningsvärda datum sedan tornets öppnande inkluderar följande nedan:
Den 28 februari 2005 besökte den före detta presidenten för USA Bill Clinton och signerade kopior av sin självbiografi. Den 19 april 2005 visade tornet formeln "E=mc2" med ljus för att fira 100-årsjubileet av publiceringen av Einsteins teori om relativitet. Presentationen, den största av 65 000 sådana presentationer i 47 länder, var en del av den internationella festivalen Fysik upplyser världen. Den 20 oktober 2006 visade tornet en rosa rosett med ljus för att främja medvetenheten om bröstcancer. Den tio dagar långa kampanjen sponsrades av Taipei 101:s ägande och Estée Lauder.
Den 25 december 2004 gjorde den franske klippklättraren och urbana klättraren Alain Robert en auktoriserad klättring till toppen av spiran på fyra timmar. Den 12 december 2007 överlevde den österrikiske BASE-hopparen Felix Baumgartner ett oauktoriserat fallskärmshopp från den 91:a våningen. Den 20 november 2005 ägde det första årliga Taipei 101 Run Up rum, vilket var en tävling uppför de 2 046 trappstegen från våningarna 1 till 91. Intäkterna skulle gå till förmån för Taiwans olympiska lag. Herrloppet vanns av Paul Crake från Australien (10 minuter, 29 sekunder), och damloppet av Andrea Mayr från Österrike (12 minuter, 38 sekunder). Den 15 juni 2008 deltog 2 500 personer i Taipei 101 Run Up. Herrloppet vanns av Thomas Dold från Tyskland (10 minuter, 53 sekunder); 2007 års mästare Marco De Gasperi från Italien kom tvåa och Chen Fu-tsai från Taiwan kom trea. Damloppet vanns av Lee Hsiao-yu från Taiwan (14 minuter, 53 sekunder). Den 6 december 2014 höll den japanska idolgruppen HKT48 en liten konsert på observatoriet på den 91:a våningen som premiär för sin turné i Taiwan.

### Fyrverkeri på nyårsafton
Taipei New Year's Eve Party hålls vid Taipei City Hall, vilket ger en fullständig vy över Taipei 101 som är upplyst av fyrverkerier. En annan populär plats där folkmassor samlas för att se fyrverkerishowen är den offentliga torget vid Sun Yat-sen Memorial Hall. Under de första tre åren (2004–2006) föregicks den årliga fyrverkerishowen vid Taipei 101 av den sekventiella visningen av siffror i ljus på varje sektion på stora panelskärmar för att räkna ned de sista åtta sekunderna till midnatt. Sedan 2007 har byggnaden varit helt fördunklad, och sedan börjar fyrverkerierna att skjutas upp sekventiellt från de nedre till de övre sektionerna.
- 2003–2004: Byggnaden var fortfarande under konstruktion. Snurrande ljus på utomhusobservatoriet (våning 91) erbjöd en uppvisning av ljud och ljus, men inga fyrverkerier sköts upp. *2004–2005: Den stora öppningen av Taipei 101 firades med den första fyrverkerishowen. Showen varade 35 sekunder. Raketer sköts upp från sektionens balkonger. Festligheterna inkluderade helgedagsframträdanden av kända artister och ceremoniella besök av nationella dignitärer.
- 2005–2006: Showen förlängdes till 128 sekunder. Sony sponsrade showen, som avslutades med en visning av varumärket i ljus.
- 2006–2007: Showen förlängdes till 188 sekunder; 9 000 raketer sköts upp. Detta var Sonys andra gång som sponsrade evenemanget.
- 2007–2008: Showen var lika lång men med 12 000 raketer. Evenemangssponsorn Taiwan Tourism Bureau avslutade showen med en visning, i ljus, av ett hjärta över ordet 'Taiwan'.
- 2008–2009: En anmärkningsvärt mer blygsam show än de som föregick den. Temat var "Älska Taiwan med ditt hjärta 2009". Showen avslutades med att byggnadens fyra sidor visade ljus i fyra färger (röd, blå, grön och gul) för att representera lycka, vision, hållbarhet och passion.
- 2009–2010: Presentationen återfick något av stilen från showerna 2005–2008 men var fortfarande kort i varaktighet. Temat var "Taiwan Up".
- 2010–2011: Showen förlängdes till 288 sekunder (100 sek. för ljuseffekter och 188 sek. för fyrverkerier) och designades av Cai Guo-Qiang, konstnären ansvarig för Beijings olympiska och World Expo Shanghais fyrverkerier. Temat var "100 ROC" (100-årsjubileum av Roc) som byggde vidare på temat "Love Taiwan". 2010 var också året då Floral Expo hölls i Taipei, och vid Dajia Riverside Park fanns det ett annat nyårsaftonsevenemang. Det var en VIP-händelse, men sändes samtidigt med evenemanget på City Hall. Presentationen på byggnaden åtföljdes av att fyrverkerier avfyrades från andra byggnader i finansdistriktet Xinyi. En idé var att fyrverkerierna skulle spiralera upp och ner längs byggnaden som en drake, men tekniska problem orsakade viss besvikelse över vad som förväntades (rapporterat av media att vara mer som "en mask"). 2011–2012: Showen förkortades till 202 sekunder och ansågs vara mer konservativ än föregående års, men med det största antalet raketer som sköts upp hittills, totalt 30 000. Temat sammanföll med ROC:s 101-årsjubileum. Den fick också uppmärksamhet på YouTube, där tittare märkte en uppenbar "UFO" sekunderna innan fyrverkerierna började, senare bestämd som en radiostyrd glidflygplan med blinkande ljus.
- 2012–2013: Showen designades av det franska pyroteknikföretaget Groupe F och var 198 sekunder lång, med 22 000 raketer skjutna till en anpassning av Igor Stravinskys The Firebird. Temat var "Swing for the Future". Orden "Time for Taiwan" (både på engelska och mandarin kinesiska) visades i ljus på byggnaden för att främja Taiwan Tourism Bureaus nuvarande reklamkampanj.
- 2013–2014: Showen varade i 218 sekunder och en tematisk musik skapades för första gången av lokala musiker för att hedra Taipei 101:s 10-årsjubileum.
- 2014–2015: Markerade 10-årsjubiléet sedan den officiella öppningen den 31 december 2004. Showen varade i 218 sekunder. iSee Taiwan Foundation sponsrade fyrverkerierna för att främja skönheten i taiwanesisk kultur och kreativitet. Fyrverkeri-musiken arrangerades av taiwanesiska Golden Melody Award-vinnaren, Mr. Lee, Che-Yi, blandad med den berömda klassiska sången "The four seasons" av Vivaldi och många taiwanesiska folkmusik. Framförd och inspelad av Taipei Symphony Orchestra.
- 2015–2016: Det är fjärde gången Group F designade fyrverkerishowen för Taipei 101, med ett grönt tema "Nature is Future" detta år. Den 238 sekunder långa uppvisningen ansågs vara den längsta någonsin. Utöver de mest olika och naturliga mönstren av blommor, fåglar, sjöhästar, fisk osv. projicerades, och 30 000 effekter var en av de mest imponerande. Det var också första gången professionella klättrare användes för att placera fyrverkeri-ställningarna på byggnadens fasader. Mr. Lee, Chi-Yi arrangerade återigen musiken blandad med internationella och taiwanesiska rytmer som återspeglar det naturrelaterade temat, och Evergreen Symphony Orchestra spelade rollen som framförande. Ett ungt taiwanesiskt IT-designföretag, BungBungame, blev den exklusiva sponsorn som stödde ett symboliskt evenemang som visade Taiwan för världen.
- 2020: Taipei 101 visade en show med temat "Hoppets ljus, Taiwan" och sköt upp 16 000 fyrverkerier vid midnatt.[27]